# Планинска гъска
Планинска гъска (Anser indicus) е вид птица от семейство Патицови (Anatidae).

## Разпространение и местообитание
Разпространен е в Афганистан, Бангладеш, Бутан, Виетнам, Индия, Казахстан, Киргизстан, Китай, Мианмар, Монголия, Непал, Пакистан, Русия, Таджикистан, Тайланд и Узбекистан.